# Жулі Власто
Жулі Власто (фр. Julie Vlasto; 8 квітня 1903 — 2 березня 1985) — колишня французька тенісистка.
Найвищу одиночну позицію світового рейтингу — 8 місце досягла 1923 року.
Перемагала на турнірах Великого шолома в парному розряді.

## Фінали турнірів Великого шолома

### Парний розряд (2 перемоги)
| Результат | Рік  | Турнір            | Покриття | Партнерка      | Суперниці                   | Рахунок        |
| --------- | ---- | ----------------- | -------- | -------------- | --------------------------- | -------------- |
| Перемога  | 1925 | Чемпіонат Франції | Ґрунт    | Сюзанн Ленглен | Кітті Маккейн Евелін Кол'єр | 6–1, 9–11, 6–2 |
| Перемога  | 1926 | Чемпіонат Франції | Ґрунт    | Сюзанн Ленглен | Кітті Маккейн Евелін Кол'єр | 6–1, 6–1       |

### Мікст (1 поразка)
| Результат | Рік  | Турнір            | Покриття | Партнерка | Суперниці                   | Рахунок  |
| --------- | ---- | ----------------- | -------- | --------- | --------------------------- | -------- |
| Поразка   | 1925 | Чемпіонат Франції | Ґрунт    | Анрі Коше | Сюзанн Ленглен Жак Брюньйон | 2–6, 2–6 |

## Часова шкала турнірів Великого шлему в одиночному розряді
| W | Ф | ПФ | ЧФ | #Р | КТ | К# | DNQ | A | NH |

| Турнір                                 | 1923  | 1924  | 1925  | 1926  | 1927  | 1928  | 1929  | 1930  | 1931  | Career SR |
| -------------------------------------- | ----- | ----- | ----- | ----- | ----- | ----- | ----- | ----- | ----- | --------- |
| Відкритий чемпіонат Австралії з тенісу |       |       |       |       |       |       |       |       |       | 0 / 0     |
| Відкритий чемпіонат Франції з тенісу1  | ЧФ    | NH    | ПФ    | 2р    |       |       |       |       | 1р    | 0 / 4     |
| Вімблдонський турнір                   | 4р    |       |       | ПФ    |       |       | 2р    | 1р    |       | 0 / 4     |
| Відкритий чемпіонат США з тенісу       |       |       |       |       |       |       |       |       |       | 0 / 0     |
| SR                                     | 0 / 2 | 0 / 0 | 0 / 1 | 0 / 2 | 0 / 0 | 0 / 0 | 0 / 1 | 0 / 1 | 0 / 1 | 0 / 8     |

1До 1923 року лише французи мали право на участь у Чемпіонаті Франції. Чемпіонат світу на твердих кортах (WHCC), який насправді проводили на ґрунті в Парижі та Брюсселі, вперше відбувся 1912 року й був відкритий гравцям усіх країн. Тут наведено результат того турніру за 1923 рік. 1924 року замість нього відбувся турнір з тенісу на Олімпійських іграх у Парижі. Починаючи з 1925 року, право на участь у Чемпіонаті Франції мали гравці всіх країн, тож від того року тут показано результати цього турніру.